# Дель Валье Хименес, Серхио
Серхио дель Валье Хименес (исп. Sergio del Valle Jiménez; 15 апреля 1927, Гавана, Куба — 15 ноября 2007, там же) — кубинский военный и государственный деятель, министр внутренних дел Кубы (1968—1979), генерал-майор. Герой Республики Куба.

## Биография
В 1955 г. окончил медицинский факультет Гаванского университета, работал врачом.
В 1957 г. включился в революционную борьбу против диктатуры Фульхенсио Батисты, вступив в Революционное движение 26 июля. В 1957—1958 гг. врач в партизанском отряде Фиделя Кастро, затем в колонне Камило Сьенфуэгоса, был его заместителем и командиром колонны 2 имени Антонио Масео, был автором позже опубликованного военного дневника. Участвовал в походе с востока на запад до Пинар-дель-Рио, самой западной из кубинских провинций. В конце войны был повышен до высшего звания команданте.
В декабре 1959 г., в должности начальника оперативного штаба генерального штаба, являлся председателем военного трибунала против Хубера Матоса, обвиненного в государственной измене.
- 1959—1961 гг. — командующий революционной ВВС Кубы,
- 1961—1968 гг. — заместитель министра Революционных вооруженных сил Кубы, начальник Генерального штаба. В этот период было отражено вторжение в «Заливе свиней», урегулирован «Карибский кризис» (1962),
- 1968—1979 гг. — министр внутренних дел,
- 1979—1986 гг. — министр здравоохранения.

С 1986 г. на пенсии.
В 1962—1965 гг. член Национального руководства Единой партии социалистической революции Кубы. С 1965 г. член ЦК и Политбюро ЦК Коммунистической партии Кубы. С 1976 г. член Государственного совета Республики Куба.

## Награды и звания
Герой Республики Куба (2001).